# Ilary Blasi
Ilary Blasi (Roma, 28 de abril de 1981) é uma modelo  e apresentadora de televisão italiana.

## Biografia
Sua carreira na televisão iniciou aos três anos em um anúncio italiano. Aos 18, Ilary trabalhou para o programa Scherzi a parte da Mediaset. Em 2006 ela co-apresentou o Festival de Sanremo, e trabalhou novamente com a Mediaset no programa Festivalbar com Cristina Chiabotto.
É casada desde 2005 com o futebolista Francesco Totti, com quem tem dois filhos: Cristian, nascido em 5 de novembro de 2005; e Chanel, nascida em 17 de maio de 2007.